# Linguística contrastiva
Linguística contrastiva é um ramo da Linguística que estuda e compara duas ou mais línguas (ou variantes linguísticas). Ao contrário da Linguística Comparativa, normalmente, a linguística contrastiva descreve e compara línguas ou variantes actuais.